# Mistrzostwa Europy w Lekkoatletyce 1971
X Mistrzostwa Europy w Lekkoatletyce rozgrywane były w dniach 10–15 sierpnia 1971 w Helsinkach.

## mężczyźni

### konkurencje biegowe
| konkurencja                                    | złoto                                                                              | złoto       | srebro                                                                      | srebro   | brąz                                                                            | brąz     |
| ---------------------------------------------- | ---------------------------------------------------------------------------------- | ----------- | --------------------------------------------------------------------------- | -------- | ------------------------------------------------------------------------------- | -------- |
| Bieg na 100 metrów (szczegóły)                 | Wałerij Borzow · ZSRR                                                              | 10,24 CR    | Gerhard Wucherer · RFN                                                      | 10,48    | Wasilis Papajeorgopulos · Grecja                                                | 10,56    |
| Bieg na 200 metrów (szczegóły)                 | Wałerij Borzow · ZSRR                                                              | 20,30 CR    | Franz-Peter Hofmeister · RFN                                                | 20,71    | Jörg Pfeifer · NRD                                                              | 20,72    |
| Bieg na 400 metrów (szczegóły)                 | David Jenkins · Wielka Brytania                                                    | 45,45 CR    | Marcello Fiasconaro · Włochy                                                | 45,49    | Jan Werner · Polska                                                             | 45,56    |
| Bieg na 800 metrów (szczegóły)                 | Jewhen Arżanow · ZSRR                                                              | 1:45,61 CR  | Dieter Fromm · NRD                                                          | 1:46,01  | Andy Carter · Wielka Brytania                                                   | 1:46,21  |
| Bieg na 1500 metrów (szczegóły)                | Francesco Arese · Włochy                                                           | 3:38,43 CR  | Henryk Szordykowski · Polska                                                | 3:38,73  | Brendan Foster · Wielka Brytania                                                | 3:39,24  |
| Bieg na 5000 metrów (szczegóły)                | Juha Väätäinen · Finlandia                                                         | 13:32,48 CR | Jean Wadoux · Francja                                                       | 13:33,56 | Harald Norpoth · RFN                                                            | 13:33,79 |
| Bieg na 10 000 metrów (szczegóły)              | Juha Väätäinen · Finlandia                                                         | 27:52,78 CR | Jürgen Haase · NRD                                                          | 27:53,35 | Raszyd Szarafietdinow · ZSRR                                                    | 27:56,26 |
| Maraton (szczegóły)                            | Karel Lismont · Belgia                                                             | 2:13:09     | Trevor Wright · Wielka Brytania                                             | 2:13:59  | Ron Hill · Wielka Brytania                                                      | 2:14:34  |
| Bieg na 110 metrów przez płotki (szczegóły)    | Frank Siebeck · NRD                                                                | 14,00       | Alan Pascoe · Wielka Brytania                                               | 14,10    | Lubomír Nádeníček · Czechosłowacja                                              | 14,31    |
| Bieg na 400 metrów przez płotki (szczegóły)    | Jean-Claude Nallet · Francja                                                       | 49,15 CR    | Christian Rudolph · NRD                                                     | 49,31    | Dmitrij Stukałow · ZSRR                                                         | 50,04    |
| Bieg na 3000 metrów z przeszkodami (szczegóły) | Jean-Paul Villain · Francja                                                        | 8:25,12     | Dušan Moravčík · Czechosłowacja                                             | 8:26,11  | Pawieł Sysojew · ZSRR                                                           | 8:26,42  |
| Sztafeta 4 × 100 metrów (szczegóły)            | Czechosłowacja · Ladislav Kříž · Juraj Demeč · Jiří Kynos · Luděk Bohman           | 39,32       | Polska · Gerard Gramse · Tadeusz Cuch · Zenon Nowosz · Marian Dudziak       | 39,72    | Włochy · Vincenzo Guerini · Pietro Mennea · Pasqualino Abeti · Ennio Preatoni   | 39,78    |
| Sztafeta 4 × 400 metrów (szczegóły)            | RFN · Horst-Rüdiger Schlöske · Thomas Jordan · Martin Jellinghaus · Hermann Köhler | 3:02,94     | Polska · Andrzej Badeński · Jan Balachowski · Waldemar Korycki · Jan Werner | 3:03,64  | Włochy · Lorenzo Cellerino · Giacomo Puosi · Sergio Bello · Marcello Fiasconaro | 3:04,58  |
| Chód na 20 kilometrów (szczegóły)              | Mykoła Smaha · ZSRR                                                                | 1:27:20     | Gerhard Sperling · NRD                                                      | 1:27:29  | Paul Nihill · Wielka Brytania                                                   | 1:27:35  |
| Chód na 50 kilometrów (szczegóły)              | Wieniamin Sołdatienko · ZSRR                                                       | 4:02:22     | Christoph Höhne · NRD                                                       | 4:04:45  | Peter Selzer · NRD                                                              | 4:06:11  |

### konkurencje techniczne
| konkurencja                | złoto                         | złoto    | srebro                         | srebro | brąz                          | brąz  |
| -------------------------- | ----------------------------- | -------- | ------------------------------ | ------ | ----------------------------- | ----- |
| Skok wzwyż (szczegóły)     | Kęstutis Šapka · ZSRR         | 2,20     | Csaba Dosa · Rumunia           | 2,20   | Rustam Achmietow · ZSRR       | 2,20  |
| Skok o tyczce (szczegóły)  | Wolfgang Nordwig · NRD        | 5,35 CR  | Kjell Isaksson · Szwecja       | 5,30   | Renato Dionisi · Włochy       | 5,30  |
| Skok w dal (szczegóły)     | Max Klauss · NRD              | 7,92     | Igor Ter-Owanesian · ZSRR      | 7,91   | Stanisław Szudrowicz · Polska | 7,87  |
| Trójskok (szczegóły)       | Jörg Drehmel · NRD            | 17,16    | Wiktor Saniejew · ZSRR         | 17,10  | Carol Corbu · Rumunia         | 16,87 |
| Pchnięcie kulą (szczegóły) | Hartmut Briesenick · NRD      | 21,08 ER | Heinz-Joachim Rothenburg · NRD | 20,47  | Władysław Komar · Polska      | 20,04 |
| Rzut dyskiem (szczegóły)   | Ludvík Daněk · Czechosłowacja | 63,90 CR | Lothar Milde · NRD             | 61,62  | Géza Fejér · Węgry            | 61,54 |
| Rzut młotem (szczegóły)    | Uwe Beyer · RFN               | 72,36    | Reinhard Theimer · NRD         | 71,80  | Anatolij Bondarczuk · ZSRR    | 71,40 |
| Rzut oszczepem (szczegóły) | Jānis Lūsis · ZSRR            | 90,68    | Jānis Doniņš · ZSRR            | 85,30  | Wolfgang Hanisch · NRD        | 84,22 |
| Dziesięciobój (szczegóły)  | Joachim Kirst · NRD           | 8196 CR  | Lennart Hedmark · Szwecja      | 8038   | Hans-Joachim Walde · RFN      | 7951  |

## kobiety

### konkurencje biegowe
| konkurencja                                 | złoto                                                                        | złoto      | srebro                                                                | srebro  | brąz                                                                                 | brąz    |
| ------------------------------------------- | ---------------------------------------------------------------------------- | ---------- | --------------------------------------------------------------------- | ------- | ------------------------------------------------------------------------------------ | ------- |
| Bieg na 100 metrów (szczegóły)              | Renate Stecher · NRD                                                         | 11,35      | Ingrid Mickler · RFN                                                  | 11,46   | Elfgard Schittenhelm · RFN                                                           | 11,51   |
| Bieg na 200 metrów (szczegóły)              | Renate Stecher · NRD                                                         | 22,70 CR   | Györgyi Balogh · Węgry                                                | 23,26   | Irena Szewińska · Polska                                                             | 23,32   |
| Bieg na 400 metrów (szczegóły)              | Helga Seidler · NRD                                                          | 52,14      | Inge Bödding · RFN                                                    | 52,90   | Ingelore Lohse · NRD                                                                 | 52,93   |
| Bieg na 800 metrów (szczegóły)              | Vera Nikolić · Jugosławia                                                    | 2:00,00 CR | Pat Lowe · Wielka Brytania                                            | 2:01,66 | Rosemary Stirling · Wielka Brytania                                                  | 2:02,08 |
| Bieg na 1500 metrów (szczegóły)             | Karin Burneleit · NRD                                                        | 4:09,62 WR | Gunhild Hoffmeister · NRD                                             | 4:10,31 | Ellen Tittel · RFN                                                                   | 4:10,35 |
| Bieg na 100 metrów przez płotki (szczegóły) | Karin Balzer · NRD                                                           | 12,94      | Annelie Ehrhardt · NRD                                                | 12,96   | Teresa Sukniewicz · Polska                                                           | 13,21   |
| Sztafeta 4 × 100 metrów (szczegóły)         | RFN · Elfgard Schittenhelm · Inge Helten · Annegret Irrgang · Ingrid Mickler | 43,28 ER   | NRD · Karin Balzer · Renate Stecher · Petra Vogt · Ellen Strophal     | 43,62   | ZSRR · Ludmiła Żarkowa · Galina Bucharina · Marina Nikiforowa · Nadieżda Biesfamilna | 44,45   |
| Sztafeta 4 × 400 metrów (szczegóły)         | NRD · Rita Kühne · Ingelore Lohse · Helga Seidler · Monika Zehrt             | 3:29,28 WR | RFN · Anette Rückes · Christel Frese · Hildegard Falck · Inge Bödding | 3:33,04 | ZSRR · Raisa Nikanorowa · Wira Popkowa · Nadieżda Kolesnikowa · Natalja Czistiakowa  | 3:34,11 |

### konkurencje techniczne
| konkurencja                | złoto                      | złoto    | srebro                                                        | srebro | brąz                     | brąz  |
| -------------------------- | -------------------------- | -------- | ------------------------------------------------------------- | ------ | ------------------------ | ----- |
| Skok wzwyż (szczegóły)     | Ilona Gusenbauer · Austria | 1,87 CR  | Cornelia Popescu · Rumunia · Barbara Inkpen · Wielka Brytania | 1,85   | –                        |       |
| Skok w dal (szczegóły)     | Ingrid Mickler · RFN       | 6,76 CR  | Meta Antenen · Szwajcaria                                     | 6,71   | Heide Rosendahl · RFN    | 6,66  |
| Pchnięcie kulą (szczegóły) | Nadieżda Cziżowa · ZSRR    | 20,16    | Marita Lange · NRD                                            | 19,25  | Margitta Gummel · NRD    | 19,22 |
| Rzut dyskiem (szczegóły)   | Faina Mielnik · ZSRR       | 64,22 WR | Liesel Westermann · RFN                                       | 61,68  | Ludmiła Murawjowa · ZSRR | 59,48 |
| Rzut oszczepem (szczegóły) | Daniela Jaworska · Polska  | 61,00 CR | Ameli Koloska · RFN                                           | 59,40  | Ruth Fuchs · NRD         | 59,16 |
| Pięciobój (szczegóły)      | Heide Rosendahl · RFN      | 5299 CR  | Burglinde Pollak · NRD                                        | 5275   | Margrit Herbst · NRD     | 5179  |

## Objaśnienia skrótów
WR – rekord świata
ER – rekord Europy
CR – rekord mistrzostw Europy